# Hungama TV

Hungama TV的台微

Hungama TV是在印度经营的一家儿童电视台。当初是UTV Communications子公司的这一家电视台，虽然在2006年被变卖给迪士尼电视网，但本电视台却保护自己观念身份，而且同时在帮助迪士尼高调它在印度市场的存在。

## 节目
- 蠟筆小新
- 烏龍派出所
- 哆啦A夢
- 遊戲王
- Lunar Jim
- Telematch
- Power Rangers SPD

## 外號連接
- Official site（页面存档备份，存于）